# Carmélites de l'Enfant-Jésus
Les carmélites de l'Enfant-Jésus (en latin : Congregatio Sororum Carmelitarum Infantis Iesu) forment une congrégation religieuse féminine de droit pontifical.

## Historique
La congrégation est fondée le 31 décembre 1921 à Sosnowiec par le père Anzelm Gądek (1884 - 1969), carme déchaux. À cause de la guerre soviéto-polonaise, la récente deuxième République de Pologne fait face à des difficultés économiques ; le père Anselme se consacre aux populations à travers la prédication et le ministère spirituel où il voit l'immense pauvreté matérielle et spirituelle. Encouragé par Mgr Władysław Krynicki (pl) et avec le consentement de Mgr Augustyn Łosiński (pl), évêque du diocèse de Kielce, le père Anselme fonde le 31 décembre 1921 la congrégation des carmélites de l'Enfant-Jésus.
Les premières sœurs s'installent à Sosnowiec, la tâche principale de la nouvelle communauté est d'éduquer les enfants et les jeunes. Le père Anselme choisit Teresa Janina Kierocinska comme première supérieure. En 1925, une maison est achetée et Teresa Janina organise un orphelinat avec des repas gratuits pour les enfants pauvres, et quelques années plus tard, une école primaire.
L'institut est agrégé à l'ordre des Carmes déchaux le 16 mars 1936 et devient de droit pontifical par décret du 26 mai 1954.

## Activités et diffusion
Les sœurs se dédient à l'évangélisation, au catéchisme, aux soins des malades et d’activités spirituelles pour les jeunes.
Elles sont présentes en :
- Europe : Pologne, Biélorussie, France (Avignon, Toulon , Bagnères-de-Bigorre[4] et Beaune), Italie, Lettonie, République tchèque, Slovaquie, Ukraine.
- Afrique : Burundi, Cameroun, Rwanda.

La maison-mère est à Marki.
En 2017, la congrégation comptait 448 religieuses dans 56 maisons.